# Olympus OM-D E-M1
Olympus OM-D E-M1, ohlášený v září 2013, je bezzrcadlovka systému mikro 4/3. Díky kombinaci ostření na principu detekce kontrastu a fázové detekce umožňuje plnohodnotně využívat jak objektivy systému mikro 4/3, tak objektivy systému 4/3.

## Popis
Fotoaparát navazuje na model Olympus OM-D E-M5, jehož klíčové vlastnosti přebírá. Změnil se tvar těla, jehož rozměry se mírně zvětšily a zejména přibyl výrazný úchop pro pravou ruku. Významně navýšen byl i počet ovládacích prvků, které umožňují přímé nastavování jednotlivých parametrů přístroje.
Základní vlastnosti:
- magnéziové tělo, prachotěsné a vodotěsné (stejně utěsněny jsou i setové objektivy Olympus 12–50 mm f/3,5–6,3 a Olympus 12–40 mm f/2,8), odolné proti mrazu do –10 °C
- citlivost až ISO 25 600
- 16MP snímač formátu mikro 4/3, obrazový procesor TruePic VII
- pětiosá stabilizace snímače; kromě obvyklých posunů do stran stabilizátor snímač také naklání a otáčí
- hybridní zaostřovací systém – detekce kontrastu je používána pro objektivy systému mikro 4/3, fázová detekce pro objektivy systému 4/3 a při kontinuálním ostření
- sériové snímání rychlostí až 10 snímků/s
- výklopný dotykový LCD OLED displej s rozlišením 1 Mpix
- elektronický hledáček s rozlišením 2,36 Mpix se zvětšením 0,74× (přepočteno na kinofilm)
- vestavěné Wi-Fi, které umožňuje sdílet fotografie a ovládat fotoaparát prostřednictvím mobilní aplikace
- schopnost zobrazovat na displeji vývoj snímku v expozičním režimu B ("Live Bulb", resp. "Live Time")[1] Při něm se v hledáčku a na displeji snímek aktualizuje během expozice a uživateli je umožněno kontrolovat expozici. Obnovovací frekvence displeje pro tento režim může být nastavena mezi 0,5 a 60 sekundami

V anketě Best Gear of 2013 organizované serverem Digital Photography Review získal celkové vítězství a první místo v kategorii bezzrcadlovek.